# Похионен, Аарне
А́арне А́ндерс По́хионен (фин. Aarne Anders Pohjonen; 29 марта 1886, Луханка — 22 декабря 1938, Вааса) — финский гимнаст, бронзовый призёр летних Олимпийских игр 1908.
На Играх 1908 в Лондоне Похионен участвовал только в командном первенстве, в котором его сборная заняла третье место.

## Биография
Родился в Луханке в семье ректора Яакко Похионена и Аманды Марии Таубе. Учился в школе в Ювяскюле. Получив аттестат о среднем образовании в 1904 году, поступил в Хельсинкский университет, который окончил в 1914 году и получил диплом медицинского специалиста.
Сначала работал интерном, а затем до 1930-х годов — врачом. Во время гражданской войны в Финляндии вступил в добровольную военизированную организацию Шюцкор. В 1918—1930 годах служил медицинским работником в Оборонительных силах Финляндии, достигнув звания подполковника. Он специализировался на туберкулезе.
С 1933—1938 год заседал в городском совете Ваасы.

## Спортивная карьера
На Летних Олимпийских играх в Лондоне в 1908 году он выиграл бронзу в соревнованиях в командном первенстве по спортивной гимнастике среди мужчин после шведов (золото) и норвежцев (серебро), а его товарищами по команде были гимнасты: Эйно Форсстрём, Отто Гранстрём, Йохан Кемп, Ийвари Кююкоски, Хейкки Лехмусто, Йохан Линдрот, Ирьё Линко, Эдвард Линна, Матти Маркканен, Каарло Микколаинен, Вели Ниминен, Каарло Паасиа, Арви Похьянпяя, Эйно Раилио, Хейкки Риипинен, Арно Сааринен, Аарне Саловаара, Карл Санделин, Эйнар Саостейн, Элис Сипиля, Виктор Смедс, Каарло Соинио, Курт Стенберг, Вяинё Тиири.

## Награды
- Памятная медаль в честь Освободительной войны Финляндии в 1918 году;
- Орден Креста Свободы (Крест IV класса; 1918);
- Орден Белой розы Финляндии (рыцарский крест; 1923);

## Смерть
Умер от рака 22 декабря 1938 года.